# がね揚げ
がね揚げ（がねあげ）は、熊本県天草市の郷土料理。サツマイモの揚げ物、精進料理である。
つき揚げとも呼ばれる。

## 概要
天草地方は水田が少なく、サツマイモは米の代用品として重要な作物であり、主食、おかず、おやつとして様々な料理に使われており、がね揚げもそういったサツマイモ料理の1つである。
仏事には魚が使えないため、代わりにサツマイモを太めの拍子切りにし、菜種油で揚げた料理である。
衣にはみじん切りや千切りにしたショウガを加えて香りをつけ、砂糖を加えて甘めにするのが特徴である。
精進料理には欠かせない一品であり、冠婚葬祭の席でも食されるほか、普段の食事やおやつとしても食されている。うどんに乗せて「がね揚げうどん」としても食される。家庭料理でもあるため、サツマイモの太さや使う材料などは各家庭で異なり、ニンジンを加えることもある。
法事の際には、サツマイモを切るのは女性、家の外で揚げるのは男性と役割分担をしている地域もある。ハレの日用には菜種油ではなく、「かたし油」と呼ばれる椿油で揚げていた。
熊本市には、がねあげ専門店もある（2020年時点）。

## 名称について
「がね」は、天草地域の方言で「カニ」のことであり、拍子切りしたサツマイモを揚げた形がカニの足に見えることから名付けられた。
「がね揚げ」は祝い事の席での呼び名であり、仏事では「つき揚げ」と呼ばれる。